# Lake Luzerne CDP (Nueva York)
Lake Luzerne es un lugar designado por el censo ubicado en el condado de Warren en el estado estadounidense de Nueva York. En el Censo de 2020 tenía una población de 1336 habitantes y una densidad poblacional de 110,14 habitantes por km². Fue incluido como CDP en el censo de 2020.

## Geografía
Lake Luzerne se encuentra ubicado en las coordenadas 43°19′01″N 73°50′26″O / 43.31694, -73.84056. Según la Oficina del Censo de los Estados Unidos,  tiene una superficie total de 12,13 km², de la cual 10,80 km² corresponden a tierra firme y 1,33 km² a agua.